# Walckenaeria jocquei
Walckenaeria jocquei är en spindelart som beskrevs av Holm 1984. Walckenaeria jocquei ingår i släktet Walckenaeria och familjen täckvävarspindlar.
Artens utbredningsområde är Malawi. Inga underarter finns listade i Catalogue of Life.